# Edifici a la plaça Josep Pla (Figueres)
La Plaça Josep Pla és una plaça pública del municipi de Figueres (Alt Empordà). Almenys un edifici de la plaça forma part de l'Inventari del Patrimoni Arquitectònic de Catalunya.

## Edifici cantoner al davant del teatre
L'edifici cantoner situat al davant del Teatre municipal està inventariat. És un edifici situat just a darrere de la Rambla, de planta baixa, dos pisos i golfes, amb coberta terrassada. Aquest edifici destaca pels elements clàssics existents a la seva façana. Tot i que la planta baixa ha estat rehabilitada recentment, la resta de la façana sí que manté els elements originals. Al primer pis les obertures tenen un guardapols molt marcat, format per unes mènsules amb decoració vegetal que suporten una llinda, sota la qual hi ha un fris de flors, i sota d'aquest una flor inscrita en un cercle.
Al segon pis es repeteix el mateix motiu a les obertures, havent-hi també un frontó a sobre del guardapols. Al pis superior veiem unes mènsules aparellades dos a dos, i entre les quals hi ha una flor inscrita en un cercle. Aquestes mènsules suporten el voladís molt marcat, a sobre del qual hi ha la barana de la terrassa amb balustrada. A la façana lateral es repeteix la mateixa decoració que a la façana principal, però els obertures tenen totes balcons individuals.